# Lino Lessa
Lino Manuel Lessa (Braço do Norte, 19 de abril de 1907 — Braço do Norte, 14 de agosto de 1987) foi um agricultor e político brasileiro.

## Vida
Filho de Manuel João Lessa e Bernardina Maria Vicença Lessa, nasceu em Braço do Norte, no bairro Avistoso. Bernardina Maria Vicença Lessa (c. 1887 - Avistoso, Braço do Norte, 26 de outubro de 1949) era filha de Martinho Nazário e Maria Vicença Borba Nazário. Casou com Maria Beza Lessa, e tiveram os filhos: Nilsa, Ivanir, Manoel, Ivo, Cecília (casou com Valmor Antonio de Freitas), Aleir, Maria do Carmo, Braz, Francisco, Renato e Olíria.

## Carreira
Filiado à União Democrática Nacional (UDN), Aliança Renovadora Nacional (ARENA) e Partido Democrático Social (PDS), foi adido político do conterrâneo Ademar Ghisi em Braço do Norte.
Foi sepultado no Cemitério Municipal de Braço do Norte.